# かまちょ
『かまちょ』は、毎日放送で2019年4月2日から2020年3月27日まで放送されたミニ番組である。放送時間は6月28日までは毎週火曜日から金曜日の0:53 - 0:59（毎週月曜日から木曜日の深夜24:53 - 24:59）。2019年7月1日から9月27日までは『ロボロボ』の枠移動に伴い、毎週火曜日から金曜日の0:56 - 0:59（毎週月曜日から木曜日の深夜24:56 - 24:59）。世界陸上ドーハ中継による放送休止をはさみ、10月9日からは毎週水曜日から金曜日の0:53 - 0:59（毎週火曜日から木曜日の深夜24:53 - 24:59）（放送時間はいずれもJST）。

## 概要
芸人が話題のお店やスポットを訪れ、そこでスポットやスタッフ、人気商品などにまつわる秘密が明かされる。芸人の出演尺は毎回過不足なくぴったり90秒になるよう、台本は秒単位で書かれており、芸人たちのことを分かっている新喜劇の作家が手掛けている。途中でインフォマーシャルを挿入する番組構成となっている。
一時期、リポーターを務める芸人たちの間で、4本撮り→3本撮りで行われるロケをいかに短時間で終わらせるかを競っていた。番組スタッフが確認した公認記録では、4本撮り・3本撮りいずれも学天即が最短記録を出している。3本撮りの最短記録を更新した大阪 西心斎橋編の2019年10月18日放送分ではネームテロップが「ボルトこと学天即」と表記された。

## 出演者
週替わりでリポーターを担当。
- 学天即
- モンスターエンジン
- ヒューマン中村
- スマイル
- 藤崎マーケット
- ギャロップ

## 放送リスト
| 放送日                  | ロケ地                                                                | リポーター         |
| ----------------------- | --------------------------------------------------------------------- | ------------------ |
| 2019年 4月2日 - 4月5日  | 大阪 梅田                                                             | 学天即             |
| 4月9日 - 4月12日        | 大阪 谷町                                                             | モンスターエンジン |
| 4月17日 - 4月19日       | 大阪 南森町                                                           | ヒューマン中村     |
| 4月23日 - 4月26日       | 大阪 日本橋                                                           | スマイル           |
| 4月30日・5月2日・5月3日 | 大阪 堀江                                                             | 藤崎マーケット     |
| 5月7日 - 5月10日        | 京都 祇園                                                             | ギャロップ         |
| 5月14日 - 5月17日       | 大阪 天神橋                                                           | 学天即             |
| 5月21日 - 5月24日       | 大阪 南船場                                                           | モンスターエンジン |
| 5月28日 - 5月31日       | 大阪 道頓堀                                                           | スマイル           |
| 6月4日 - 6月7日         | 大阪 住之江公園                                                       | ヒューマン中村     |
| 6月11日 - 6月14日       | 兵庫 尼崎                                                             | ギャロップ         |
| 6月18日 - 6月21日       | 大阪 ルクア大阪                                                       | 藤崎マーケット     |
| 6月25日 - 6月28日       | 大阪 アメリカ村                                                       | 学天即             |
| 7月2日 - 7月5日         | 大阪 布施                                                             | モンスターエンジン |
| 7月9日 - 7月12日        | 大阪 堺筋本町                                                         | ヒューマン中村     |
| 7月16日 - 7月19日       | 兵庫 甲子園                                                           | スマイル           |
| 7月23日 - 7月26日       | 大阪 生野                                                             | 藤崎マーケット     |
| 7月30日 - 8月2日        | 大阪 枚方公園                                                         | ギャロップ         |
| 8月6日 - 8月9日         | 兵庫 神戸ハーバーランドumie                                           | モンスターエンジン |
| 8月13日 - 8月16日       | 大阪 老松通り                                                         | ヒューマン中村     |
| 8月20日 - 8月23日       | 大阪 都島                                                             | 学天即             |
| 8月27日 - 8月30日       | 大阪 堺                                                               | スマイル           |
| 9月3日 - 9月6日         | 大阪 梅田                                                             | ヒューマン中村     |
| 9月10日 - 9月13日       | 大阪 ひらかたパーク・湊町                                             | 藤崎マーケット     |
| 9月17日 - 9月20日       | 大阪 京橋                                                             | スマイル           |
| 9月24日 - 9月27日       | 大阪 玉造                                                             | ギャロップ         |
| 10月9日 - 10月11日      | 兵庫 みなと元町                                                       | モンスターエンジン |
| 10月16日 - 10月18日     | 大阪 西心斎橋                                                         | 学天即             |
| 10月23日 - 10月25日     | 大阪 北浜                                                             | モンスターエンジン |
| 10月30日 - 11月1日      | 兵庫 芦屋                                                             | スマイル           |
| 11月6日 - 11月8日       | 大阪 大阪城公園                                                       | 藤崎マーケット     |
| 11月13日 - 11月15日     | 大阪 中崎町                                                           | ヒューマン中村     |
| 11月20日 - 11月22日     | 兵庫 神戸国際調理製菓専門学校                                         | ギャロップ         |
| 11月27日 - 11月29日     | 大阪 福島                                                             | 学天即             |
| 12月4日 - 12月6日       | 大阪 靭公園                                                           | ギャロップ         |
| 12月11日 - 12月13日     | 大阪 住之江                                                           | スマイル           |
| 12月18日 - 12月20日     | 兵庫 ららぽーと甲子園                                                 | 藤崎マーケット     |
| 2020年 1月8日 - 1月10日 | 大阪 上本町                                                           | ヒューマン中村     |
| 1月15日 - 1月17日       | 東京 セガゲームス                                                     | ギャロップ         |
| 1月22日 - 1月24日       | 大阪 天満                                                             | 学天即             |
| 1月29日 - 1月31日       | 大阪 北新地                                                           | スマイル           |
| 2月5日 - 2月7日         | 大阪 千日前                                                           | 藤崎マーケット     |
| 2月12日 - 2月14日       | 大阪 伊丹空港                                                         | ギャロップ         |
| 2月19日 - 2月21日       | 兵庫 川西能勢口                                                       | ヒューマン中村     |
| 2月26日 - 2月28日       | 大阪 堂山                                                             | モンスターエンジン |
| 3月4日 - 3月6日         | 大阪 天五中崎通り商店街                                               | 藤崎マーケット     |
| 3月11日 - 3月13日       | 大阪 生野区北巽                                                       | 学天即             |
| 3月18日 - 3月20日       | 京都 京都伝統産業ミュージアム・京都市京セラ美術館・京都市動物園       | モンスターエンジン |
| 3月25日 - 3月27日       | 奈良 奈良のうまいものプラザ・奈良県コンベンションセンター・ほうせき箱 | スマイル           |

放送休止
- 2019年5月1日は、『TBS×Paraviスペシャルドラマ 新しい王様』Season1 第1話から第4話放送の為、休止[16]。
- 2019年10月1日から10月4日は、世界陸上ドーハ中継放送の為、休止[2]。
- 2019年12月25日から2020年1月3日は、年末年始編成による以下の番組放送の為、休止[17]。
  - 2019年12月25日 - 『99.9-刑事専門弁護士- SEASON II』4夜連続放送 第2夜（第4話 - 第6話）
  - 2019年12月26日 - 『クリスマスの約束2019』
  - 2019年12月27日 - ドラマ特区『ねぇ先生、知らないの?』第4話
  - 2020年1月1日 - 『TBSテレビ開始65周年記念特別番組 CDTVスペシャル! 年越しプレミアライブ 2019→2020』
  - 2020年1月2日 - 『ごぶごぶ正月SP〜有名人から年賀状貰ったよ! オススメB級グルメかまぼこ板〜』
  - 2020年1月3日 - イッキ見!ドラマ『義母と娘のブルース』

## スタッフ
- ナレーター - 中村郁[18][19]
- 制作 - ブリッジ
- 制作・著作 - MBS